# Église Saint-Pierre de Nielles-lès-Ardres
L'église Saint-Pierre est un édifice religieux et un lieu de culte catholique situé dans la commune de  Nielles-lès-Ardres, dans le Pas-de-Calais en région Hauts-de-France, en France.
Elle est inscrite aux monuments historiques et le buffet et l'instrument de l'orgue sont classés aux monuments historiques.

## Historique

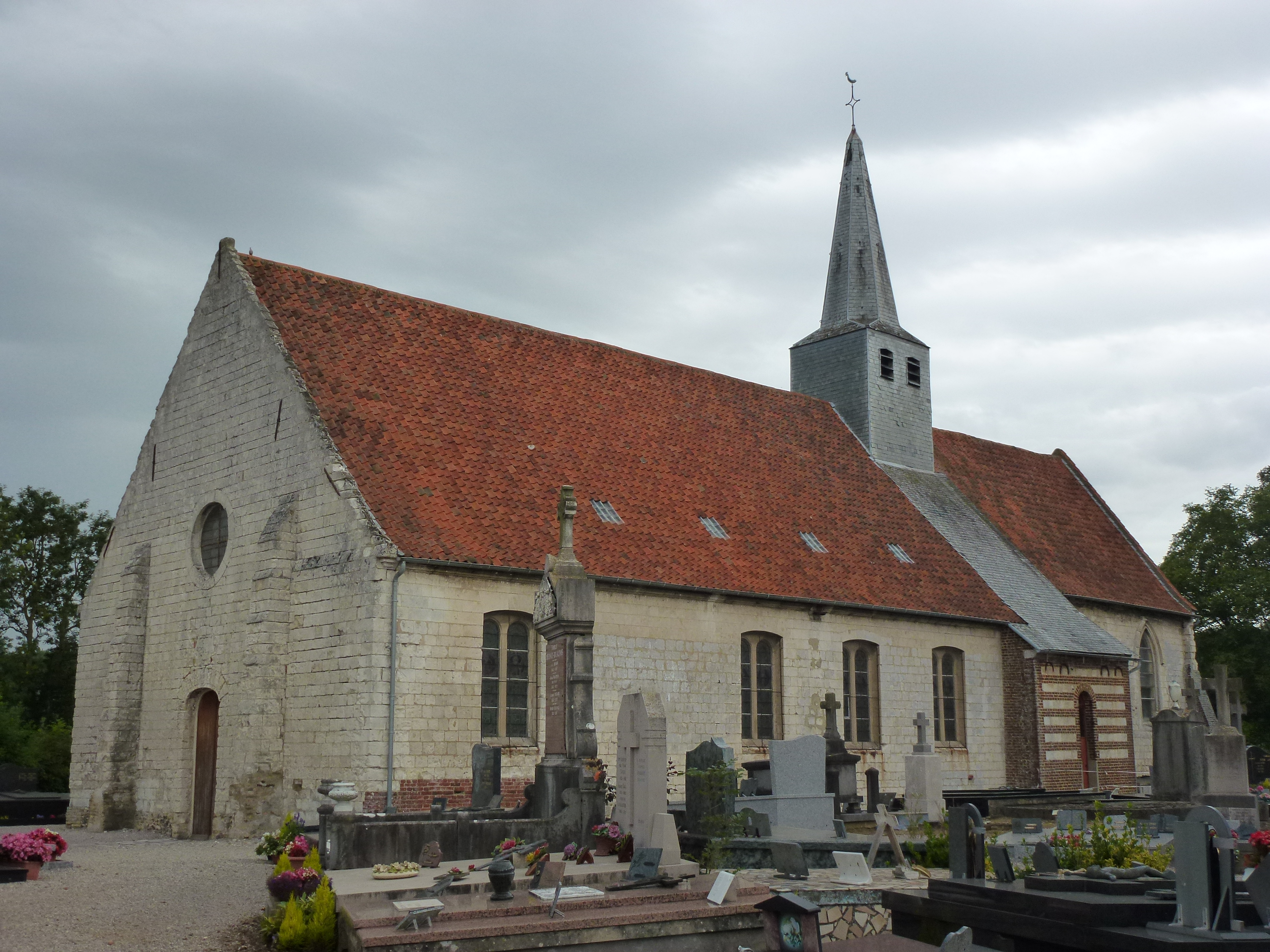
L'église côté sud.

L’église Saint-Pierre fut édifiée, aux environs de 1160, en contrebas de la Montoire par Jacques de Guînes. Elle remplace la Vainquerque et son cimetière, situé plus au centre du village, son emplacement est aujourd’hui principalement occupé par des terres agricoles en bordure de la rue de Méraville.

### Édifice

#### Construction
L’église Saint-Pierre est à l'origine de plan et de style roman. Comme toute église, elle est censée être orientée à l'est, mais regarde en réalité le nord-est, puisqu’elle est orientée le jour de la Saint-Pierre, l’équinoxe étant tout proche, l’erreur était inévitable. Elle est bâtie de pierres blanches, extraites des carrières de craie du Mont de Guémy, aussi appelé Mont Saint-Louis. Le sol se situait à l’origine deux marches en contrebas de l'actuel, il existe toujours car il fut retrouvé lors des travaux de l’installation actuelle du baptistère, il est composé de dalles rouges, type tomettes.
L’église comprenait une nef centrale, deux collatéraux, un transept ainsi qu'un chœur à chevet plat. Aujourd’hui, le transept a disparu, et la voûte romane de bois bleu serti d’étoiles du chœur ainsi que son chevet orné de fresques sont cachés par une voûte néo-gothique de plâtre, érigée au XIXe siècle.
La façade ne comprend plus qu’un oculus. Une seule grande toiture fut construite à moindre frais pour protéger l’ensemble du bâtiment. L’église se situe au milieu de son cimetière. Elle fut restaurée en 1956 sous l’impulsion de M. l’abbé Guerlet successeur de M. l’abbé Devulder en 1953. Elle est inscrite aux monuments historiques le 15 janvier 1929,. 2019 voit l'achèvement d'une restauration importante « avec la réfection de la charpente du clocher, de l’avant-chœur et de la sacristie, la démolition de la fausse voûte enduite de l’avant-chœur et son remplacement par une fausse voûte lambrissée en bois ».
L'église héberge 20 éléments patrimoniaux, répertoriés dans la base Palissy, classés ou inscrits au titre d'objet des monuments historiques, dont six sont classés.

#### Fonts baptismaux
Les fonts baptismaux du XIIe siècle à cuve carrée sont en pierres bleues de Tournai. Plusieurs reliefs ornent les côtés. Les quatre coins ont été tronqués. Ce baptistère est classé depuis le 1er février 1911.

#### Peintures murales du chœur
Ce sont des représentations de la vie de saint Pierre, saint patron de la paroisse. Elles ne sont pas visibles car cachées par la voûte néo-gothique de plâtre construite au XIXe siècle juste au-dessous de l’ancienne voûte romane toujours existante. L’une à droite, assez visible représente le saint patron de la paroisse aux liens et délivré par l’Ange. Celle de gauche est trop peu visible pour être identifiée. En dessous, une troisième est cachée par le chevet à trois pans néo-gothique, mais on semble apercevoir Jésus marchant sur les eaux du lac de Tibériade. Sur les planches de l’ancienne voûte sont dessinées des étoiles, toute la voûte était d’une couleur bleue avec ces étoiles peintes dessus.

#### Christ au tombeau
Un christ au tombeau de pur style roman a été retrouvé par hasard dans la muraille du chœur lors des travaux de 1956.

#### Clocher et cloche
La tour du clocher fut refaite en bois au XVIIe siècle, l’ancien clocher de pierre étant jugé trop lourd. L’église fut dotée de deux cloches de bronze en 1494, par chance, l'une d'entre elles n'a pas fait les frais de la Révolution française, elle est baptisée Jacqueline, jamais refondue, classée monument historique à titre d’objet le 1er février 1911.

#### Chœur
D’extérieur, le chœur est inspiré par le début du gothique : ouvertures des vitraux en arc brisé. Des contreforts sont accolés tout autour des murs. On peut distinguer également, juste après la sacristie, l’emplacement d’une porte que l’on appellera porte des seigneurs, juste au pied de cette porte, à l’extérieur, on peut voir le caveau d’attente, et sous ce caveau se trouve probablement l’entrée d’un souterrain qui conduit à la forteresse de la Montoire.

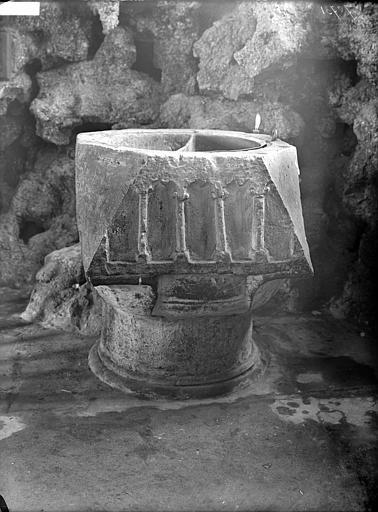
Fonts baptismaux de l'église de Nielles-lès-Ardres.
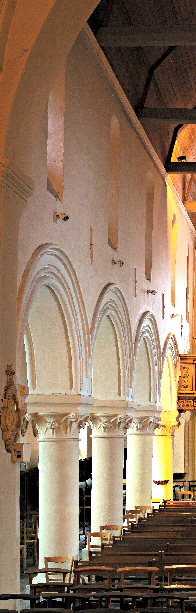
Nef romane.

#### Orgue

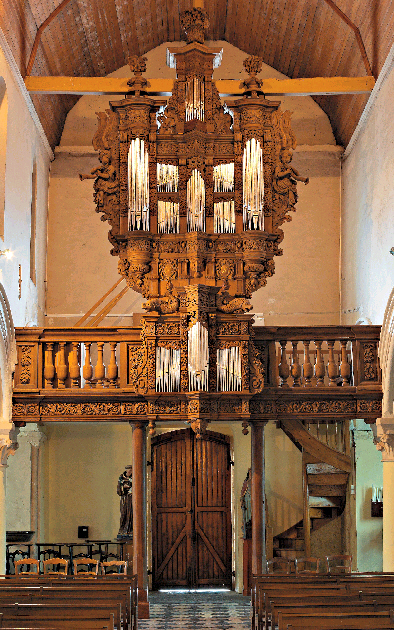
L'orgue dans son état actuel.

L'église possède un orgue historique construit à l'origine par Guillaume Van Belle de Ypres pour l'église Sainte-Aldegonde à Saint-Omer en 1686. Il s'agit alors d'un orgue à un clavier, onze jeux et quatre accessoires. En 1696, le successeur de Van Belle, Jacques Van Eynde, ajoute un positif de balustrade à l'instrument (il n'y a pas d'espace entre le grand-corps et le petit buffet, la console étant placée à l'arrière de l'orgue). Pendant la période révolutionnaire, le mobilier de l'église Sainte-Aldegonde de Saint-Omer est vendu et le bâtiment démoli. L'orgue et sa tribune, vendus à l'église de Nielles, sont remontés mais sans la partie instrumentale du positif par Jean-François II Guilmant en 1795.
Fortement modifié au cours du XIXe siècle par Salomon Van Bever de Laeken, le plan sonore du Grand-Orgue a été restauré en 2005 par Pierre Decourcelle de Mont-Saint-Aubert dans le style flamand originel. Le Positif vient d'être restitué en 2012 par Bertrand Cattiaux sous l'égide de l'harmoniste Jean-Marie Tricoteaux.
L'orgue se distingue par la splendeur de son buffet de style flamand dont la richesse des sculptures est due à un artiste inconnu pour le grand-corps et au célèbre Jean Piette de Saint-Omer pour le positif, ainsi que par le caractère de l'harmonisation (typiquement flamand), le tempérament mésotonique (à 8 tierces pures) et le clavier à octave grave courte. Il est classé  au titre objet par les monuments historiques, pour le buffet le 1er février 1911 et pour l’instrument le 11 décembre 1995,,.
Composition du grand orgue (Ut1-Ut5 avec octave courte : 45 notes) :
- Holpijp 8'
- Venture (Prestant 4')
- Fluit 4'
- Nasard 2'2/3
- Doubelette 2'
- Sesquialtera II rgs
- Fourniture III rgs
- Cymbal II rgs
- Cornette (D#3)  V rgs (dessus)
- Voix Humaine 8'
- Trompette 8' (coupée en basses et dessus entre D3 et D#3)
- Grelot
- Trommel (tambour)
- Nachtegale (rossignol)
- Tremblant

Composition du positif (Ut1-Ut5 avec octave courte, 45 notes)
- Holpijp 8'
- Fluit 4'
- Doubelette 2'
- Petit Nasard 1 1/3'
- Tierce 1 3/5'
- Super Octave 1'
- Cymbal II rgs
- Cornette II rgs (C#3)

Accouplement à tiroir

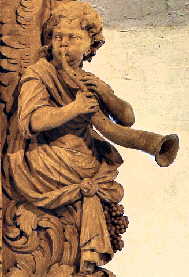
Ange do.
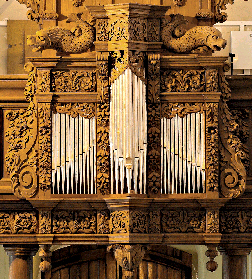
Le positif et ses deux monstres marins.
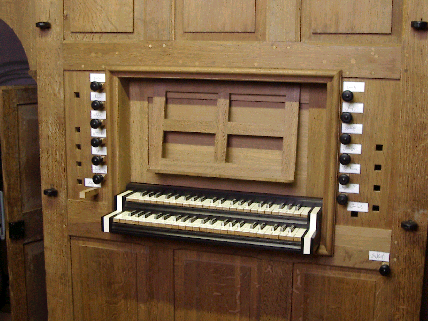
Le clavier court, l'un pour le grand orgue, l'autre pour le positif.
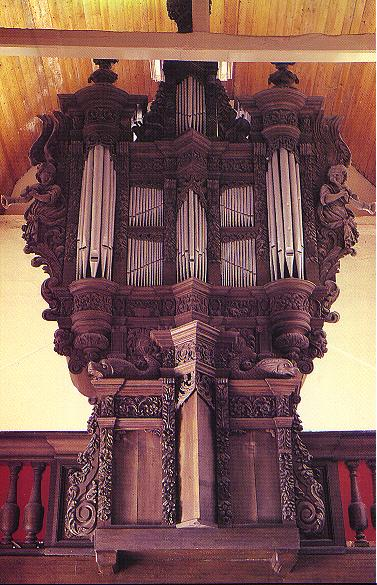
L'orgue avant la restauration de 2005.

## Lieu de culte

### Évolution de l'organisation en paroisses
L'église Saint-Pierre est rattachée à la paroisse Notre Dame en Ardrésis.
Le diocèse d'Arras est découpé en neuf doyennés. Le doyenné du Calaisis, auquel appartient l'église Saint-Pierre, regroupe neuf paroisses : Notre Dame aux Sources de la Hem, Saint Martin au Pays des Sources, Saint Martin en Pays d'Audruicq, Saint Bertin des Plaines de l'Oye, Notre Dame en Ardrésis, Saint François d'Assise, Pentecôte - Blanc Nez, la Sainte Famille et Saint Vincent de Paul en Calaisis. L'église Saint-Pierre est rattachée à la paroisse Notre Dame en Ardrésis.

## Pour approfondir